# OpenGL ES

Логотип

OpenGL ES (OpenGL for Embedded Systems — OpenGL для встраиваемых систем) — подмножество графического интерфейса OpenGL, разработанное специально для встраиваемых систем — мобильных телефонов, карманных компьютеров, игровых консолей. OpenGL ES определяется и продвигается консорциумом Khronos Group, в который входят производители программного и аппаратного обеспечения, заинтересованные в открытом API для графики и мультимедиа.

## Версии
В настоящее время существует уже несколько версий спецификации OpenGL ES. Версии 1.0 и 1.1 имеют профили common и common lite. Common lite отличается тем что поддерживает только вычисления на числах с фиксированной десятичной точкой, в то время как common поддерживает также и вычисления с плавающей точкой.
| Версия | Дата         | Описание / изменения                                                |
| ------ | ------------ | ------------------------------------------------------------------- |
| 1.0    | 28 июля 2003 | На основе спецификации OpenGL 1.3.                                  |
| 1.1    |              | На основе спецификации OpenGL 1.5.                                  |
| 2.0    | март 2007    | На основе спецификации OpenGL 2.0.                                  |
| 3.0    | август 2012  | На основе спецификации OpenGL 3.3 (но без геометрических шейдеров). |
| 3.1    | март 2014    |                                                                     |
| 3.2    | август 2015  |                                                                     |

## Использование
OpenGL ES 1.0 был выбран в качестве официального 3D API в Symbian OS и для платформы Android.
OpenGL ES 1.0 плюс некоторые возможности 2.0 и Cg поддерживаются в PlayStation 3 в виде PSGL как один из доступных графических API,но на практике это не используется, потому что подход OpenGL не эффективен для аппратного обеспечения PlayStation 3
.
OpenGL ES 1.1 используется в качестве графической библиотеки в iPhone SDK.
OpenGL ES 2.0 Используется в Nokia N900, поддерживается в Symbian³, поддерживается в Android версии 2.2 и выше, используется в игровой консоли Pandora, а также в iPhone SDK 3.0 (только для iPhone 3GS и новых iPod Touch), поддерживается в Bada OS. Эти устройства также выбраны для использования WebGL (OpenGL для браузеров).
OpenGL ES 3.0 базируется на OpenGL 3.3 и OpenGL 4.2. OpenGL ES 3.0 поддерживается в Android версии 4.3 и выше.
Краткий список нововведений:
- occlusion queries, transform feedback, instanced rendering и поддержка 4-х и более rendering targets;
- высококачественная ETC2/EAC-компрессия текстур;
- новая версия GLSL ES языка шейдеров с полной поддержкой операций над целыми числами и 32-битными числами с плавающей запятой;
- гарантированная поддержка floating-point-текстур, 3D-текстур, текстур глубины, текстур вершин, NPOT-текстур, R/RG-текстур и других;
- обратная совместимость с OpenGL ES 2.0.

OpenGL ES 3.1 поддерживается в Android версии 5.0 и выше.

## Apple и OpenGL ES
Компания Apple объявила устаревшими технологии OpenGL и OpenGL ES.

## Будущее
Нет планов для новой версии, Vulkan сместил приоритеты.

## Vulkan
Vulkan, ранее известный как glNext, — новый API, отвечающий требованиям современных реалий и устраняющий основные недостатки OpenGL ES. Он предлагает более низкие накладные расходы и более непосредственный контроль над GPU. Khronos Group ведёт его разработку с 2014 года. Версия 1.0 была выпущена 16 февраля 2016 года.